# Mytischtschi (Schiff)
Die Mytischtschi (russisch Мытищи) ist eine Korvette und Typschiff des Projekt 22800 (Karakurt-Klasse) der Baltische Flotte der russischen Marine, die seit 2018 in Dienst steht.

## Geschichte
Die spätere Mytischtschi wurde am 24. Dezember 2015 auf Kiel gelegt. Der Stapellauf erfolgte, unter dem Namen Uragan (russisch Ураган), am 29. Juli 2017 und die Indienststellung am 17. Dezember 2018.